# Pandanus caudatifolius
Pandanus caudatifolius är en enhjärtbladig växtart som beskrevs av Harold St.John. Pandanus caudatifolius ingår i släktet Pandanus och familjen Pandanaceae. Inga underarter finns listade.